# Рончелло
Рончелло (італ. Roncello) — муніципалітет в Італії, у регіоні Ломбардія,  провінція Монца і Бріанца.
Рончелло розташоване на відстані близько 480 км на північний захід від Рима, 26 км на північний схід від Мілана, 15 км на схід від Монци.
Населення — 4370 осіб (2014).

## Історія
У 18 столітті Джузеппе Бадальякка був королівським феодатом Рончелло. Сліди стародавнього феодального замку можна побачити в центрі міста між вулицею Рома і вулицею Манцоні. Тепер він розділений на житлові квартири. Будівництво парафіяльної церкви та покриття підлоги церкви, розташованої на вулиці Манцоні, вже було доручено архієпископом Мілана Карло Борромео під час пастирського візиту до Рончелло. Пастирський візит св. Карла зображено на лівих дверях парафіяльної церкви. Раніше входила до складу провінції Мілан, але в 2009 році увійшла до провінції Монца і Бріанца. З нагоди 150-ліття побудови парафіяльного костелу Бенедикт XVI уділив повний відпуст у день патронального свята (третя неділя жовтня).

## Демографія
Населення за роками:

Станом на 1 січня 2023 року в муніципалітеті офіційно проживали 304 іноземці з 48 країн, серед них 142 громадяни країн Євросоюзу та 8 громадян України.

## Уродженці
- Паоло Пулічі (*1950) — відомий у минулому італійський футболіст, нападник, триразовий найкращий бомбардир італійської Серії A.

## Сусідні муніципалітети
- Базіано
- Беллуско
- Бузнаго
- Орнаго
- Треццано-Роза
- Треццо-сулл'Адда